# Emmagatzematge secundari
L'emmagatzematge secundari, memòria secundària, memòria auxiliar o memòria externa és el conjunt de dispositius i suports d'emmagatzematge, que conformen el subsistema de memòria d'un ordinador, al costat de la memòria principal. També anomenat perifèric d'emmagatzematge. No s'han de confondre els "dispositius d'emmagatzematge de dades" amb els "suports d'emmagatzematge", ja que els primers són els aparells que llegeixen o escriuen les dades emmagatzemades en els suports. La memòria secundària és un tipus d'emmagatzematge massiu i permanent (no volàtil), que a diferència de la memòria RAM (volàtil), té major capacitat d'emmagatzematge que la memòria principal, encara que és més lenta que aquesta.
El procés de transferència de dades amb un equip informàtic se l'anomena "procés de lectura". El procés de transferència de dades des de l'ordinador cap a l'emmagatzematge es denomina "procés d'escriptura".
Per a emmagatzemar informació s'usen principalment tres tecnologies:
1. Magnètica (ex. disc dur, disquet, cintes magnètiques);
2. Òptica (ex. CD, DVD, etc.)
3. Alguns dispositius combinen ambdues tecnologies, és a dir, són dispositius d'emmagatzematge híbrids, per ex., discs Zip.
4. Tecnologia Flash (targetes de memòries flash)

L'emmagatzematge secundari és una forma permanent, massiva i necessària per guardar les dades. Aquesta forma garanteix la permanència de dades a falta del subministrament continu d'energia, però l'accés a la informació ("dades") és més lent que en el cas d'una memòria primària.

## Característiques de l'emmagatzematge secundari
- Capacitat d'emmagatzematge gran.
- No es perd informació a falta d'alimentació.
- Altes velocitats de transferència d'informació.
- Mateix format d'emmagatzematge que en memòria principal.
- Sempre és independent de la CPU i de la memòria primària. A causa d'això, els dispositius d'emmagatzematge secundari, també són coneguts com, Dispositius d'Emmagatzematge Extern.

## Unitats i suports d'emmagatzematge secundari
| Dispositius o unitats                                   | Suports o Mitjans                                          |
| ------------------------------------------------------- | ---------------------------------------------------------- |
| Disquetera o disquetera (Floppy Disc Drive, FDD)        | Discos Flexibles o Disquets (de 3 ½ "o 5 ¼")               |
| Unitat de disc dur (Hard Disc Drive, HDD)               | Discos rígids o discs durs                                 |
| Unitat de cinta magnètica (tape drive)                  | Cintes magnètiques de àudio, vídeo (videocasset) o Dades   |
| Lectora o Gravadora de discs òptics (DO) o Unitat de DO | CD (CD-ROM, CD-R, CD-RW), DVD (DVD ± R, DVD ± RW), Blu-ray |
| Lector de targetes de memòria                           | Targetes de Memòries Flash                                 |

## Tipus d'emmagatzematge
Les dues principals categories de tecnologies d'emmagatzematge que s'utilitzen en l'actualitat són l'emmagatzematge magnètic i l'emmagatzematge òptic. Tot i que la majoria dels dispositius i mitjans d'emmagatzematge fan servir una tecnologia o l'altra, alguns utilitzen ambdues.
Una tercer categoria d'emmagatzematge (emmagatzematge d'estat sòlid) s'utilitza amb més freqüència en els sistemes de computació, però és més comú en càmeres digitals i reproductors multimèdia.
En funció de la tecnologia utilitzada pels dispositius i mitjans (suports), l'emmagatzematge es classifica en:
- emmagatzematge magnètic.
- emmagatzematge òptic.
- emmagatzematge de magneto-òptic (híbrid, Disc magneto-òptics)
- Emmagatzematge electrònic o d'estat sòlid (Memòria Flash)

### Emmagatzematge magnètic
És una tècnica que consisteix en l'aplicació de camps magnètics a certs materials capaços de reaccionar davant d'aquesta influència i orientar-se en unes determinades posicions mantenint fins després de deixar d'aplicar el camp magnètic. Per exemple: Disc dur, cinta magnètica.
L'enregistrament magnètic digital és una tècnica d'emmagatzematge de dades que utilitza un suport magnètic per guardar informació digitalment. Aquesta tècnica es va desenvolupar a finals dels anys 1940 com a alternativa a l'enregistrament analògic, que utilitzava suports físicament deformables com a cintes de vídeo o discos de vinil per a l'emmagatzematge de dades.
L'enregistrament magnètic digital permet la gravació, l'edició i la reproducció de dades amb una alta fidelitat i precisió. Això fa que sigui una tècnica molt utilitzada en l'àmbit de la música, el cinema, la televisió i altres àmbits on la qualitat de les dades emmagatzemades és crítica.
Les dades són gravades en un suport magnètic mitjançant una cinta o un disc, que conté una sèrie de pistes magnetitzades que són llegides per un cap magnètic. El cap magnètic interpreta les senyals magnètiques i les converteix en dades digitals que poden ser processades per un ordinador o un altre dispositiu de reproducció.
L'enregistrament magnètic digital és una tecnologia molt versàtil, ja que permet la gravació d'un gran nombre de dades en un suport físic relativament petit i lleuger. Això fa que sigui molt útil en aplicacions com ara la càmera de vídeo, els reproductors de música portàtils i els discos durs d'ordinadors.
A més de la seva alta qualitat i versatilitat, l'enregistrament magnètic digital també ofereix altres avantatges com ara una major durabilitat i estabilitat dels suports magnètics, així com la possibilitat d'editar i modificar les dades enregistrades de forma senzilla i precisa.

### Emmagatzematge òptic
En els discs òptics la informació es guarda d'una forma seqüencial en una espira que comença al centre del disc.
A més de la capacitat, aquests dics presenten avantatges com la fiabilitat, resistència a les ratllades, la brutícia i als efectes dels camps magnètics.
Exemples:
- CD-ROM Discos de només lectura.
- CD-R Discos d'escriptura i múltiples lectures.
- CD-RW Discos de múltiples escriptures i lectures.
- DVD+/- R Discos de capacitat de 4.5GB, fins a 9.4GB, d'escriptura i múltiples lectures.
- DVD+/- RW Discos de capacitat de 4.5GB, fins a 9.4GB, de múltiples escriptura i múltiples lectures.
- Blue Ray Nova tecnologia de disc d'alta capacitat, desenvolupada per Sony. Va guanyar la contesa, per ser el nou estàndard contra el seu competidor l'HD-DVD (DVD d'Alta Definició). La seva superioritat és perquè fa ús d'un làser "Blau", en comptes de "Vermell", tecnologia que ha demostrat ser molt més ràpida i eficient que la implementada pel DVD d'alta definició.